# Max De Angelis
Max De Angelis, all'anagrafe Massimiliano De Angelis (Roma, 31 ottobre 1972), è un cantautore italiano.

## Biografia

### Infanzia e prime esperienze
Attorno ai 13/14 anni comincia a fare la voce guida negli studi di registrazione e, quindicenne, si concentra sullo studio di, tra gli altri, Dave Brubeck, Chick Corea e Oscar Peterson.
Diventa assistente del Maestro Polizzi, scopre la composizione di colonne sonore per film ed insegna pianoforte agli allievi più piccoli nella scuola "Diapason", aperta dallo stesso Polizzi.
Successivamente, affiancato dall'amico Andrea Romanazzo, voce e basso, formano il duo Max et Romanax; entrambi hanno inoltre fatto parte, come turnisti, della lineup dei Prophilax.

### Esordi
Dal 1990 è nel cast del gruppo musicale del programma televisivo trasmesso da Raiuno Domenica in, due anni dopo lavora con Bruno Modugno in Giorno di festa per Rai 2. Nel 1993 fonda il gruppo dei Noisy Night, e collabora alle produzioni dance di DJ Giorgio Prezioso.
Affianca in numerose occasioni i comici Gabriele Cirilli, Teo Mammucari, Enrico Brignano, Max Giusti negli spettacoli di cabaret e partecipa come presentatore alla trasmissione di Raitre "Numero Zero".
Dal 1999 al 2002 è in tournée teatrale con L'evento live, spettacolo scritto e diretto da lui, che ripercorre 50 anni di musica italiana, durante il quale recita, canta e suona.
Dal 2001 assieme all'amico di infanzia Diego Calvetti, si dedica alla composizione e alla scrittura di canzoni che proporrà a numerose etichette discografiche, seguendo il percorso di una lunga gavetta.

### Successo
Nel gennaio del 2004 esce il singolo La soluzione, un pezzo dal ritmo martellante. La canzone è accompagnata da un video che si avvale del meccanismo del reverse e vede alla regia Giangi Magnoni, in esso la scelta di Max di non comparire nel video clip.
Il secondo singolo è Nuda, pubblicato il 25 giugno del 2004.
La realizzazione del video è affidata nuovamente a Giangi Magnoni che, prendendo spunto dal testo, mette in scena in un loft simil-newyorkese, un delitto passionale dalla patinata estetica fetish.
Partecipa al Festivalbar 2004 proprio con questa canzone.
A metà novembre del 2004 comincia a circolare il terzo singolo, L'evaso; per il videoclip troviamo sempre Giangi Magnoni che interpreta l'evasione in chiave quasi guerresca, il protagonista per evadere dal mondo ristretto in cui si trova utilizza infatti, sotto lo sguardo di disapprovazione di un portinaio (simbolo del luogo comune e delle convenzioni), un macchinario che somiglia molto da vicino alle catapulte da guerra d'età cinquecentesca, una volontà determinata di avere ragione delle barriere (il cemento) e ritrovarsi in un mondo più vero (l'atterraggio nel bosco).
Successivamente, partecipa al Festival di Sanremo 2005 nella categoria "Giovani" con il pezzo Sono qui per questo. Contemporaneamente esce il suo primo album, La soluzione, che contiene dieci brani più una ghost track, scritti da De Angelis insieme all'amico e produttore Dievo Calvetti e Marco Ciappelli.
Partendo dalla data zero di San Nicandro Garganico, dal 19 giugno 2005, è impegnato in un Live Tour che tocca numerosissime città italiane.

### Il secondo album
Dopo circa due anni di silenzio torna nelle radio italiane con un nuovo singolo, Nevica, mentre nel giugno 2007 esce l'album 37 minuti; l'arrangiamento è vicino alle atmosfere sonore del disco precedente. Il singolo estivo per il 2007 si intitola È così.
Dei tre singoli pubblicati da questo album spicca Stai con me, che è stato quello che ha avuto il maggior consenso da parte del pubblico soprattutto nel web.
Dall'estate 2007 è impegnato con un nuovo tour e con una collaborazione in qualità di speaker radiofonico con Radionorba.
Conduce con Antonio Malerba un programma on air, Il bello della diretta.
Nell'autunno e inverno 2007/2008 è impegnato in un live acustico nei club italiani ed esteri e nell'insegnamento di tecniche vocali in seminari periodici organizzati in tutta Italia.
A giugno 2009 crea il format "Max & Friends", uno show/concerto a scopo benefico che coinvolge anche alcuni amici artisti in duetti live.
Ad ottobre 2009 partecipa al concerto "Italian Young Festival" a New York, organizzato dalla Commissione Giovani Italiani.

## Discografia

### Album
- 2005 - La soluzione (Carosello, CARSH 087)
- 2007 - 37 minuti

### Singoli
- 2004 - La soluzione
- 2004 - Nuda
- 2004 - L'evaso
- 2005 - Sono qui per questo
- 2005 - L'equivalenza
- 2006 - Nevica
- 2007 - È così
- 2007 - Stai con me